# Севильский цирюльник (опера)
«Севи́льский цирю́льник» (итал. Il Barbiere di Siviglia) — эталонная опера-буффа итальянского композитора Джоаккино Россини, созданная в 1816 году. Итальянское либретто в двух действиях написано Чезаре Стербини на основе одноимённой комедии французского драматурга Пьера Бомарше (1773). Это не только самая известная опера-буффа, но и самая репертуарная опера эпохи бельканто вообще.

## История создания
Изначальным авторским названием оперы было «Альмавива, или Тщетная предосторожность» (итал. «Almaviva, ossia l’inutile precauzione»), поскольку сюжет пьесы Бомарше к этому времени уже положил начало ряду опер, чьими авторами являлись Л. Бенда (1782), И. Шульц (1786), Н. Изуар (1797) и другие. Самая же популярная опера под названием «Севильский цирюльник» была написана Джованни Паизиелло, и к 1816 году она продолжительное время пользовалась успехом в Италии. Россини же, взяв на себя обязательство создать новую оперу для карнавала в римском театре Арджентина, испытывал трудности с сюжетом, поскольку все предлагаемые им либретто отклоняла цензура. Молодой композитор обратился к Паизиелло, и тот дал своё согласие на использование сюжета «Севильского цирюльника», пребывая в полной уверенности относительно провала детища Россини.
Музыка была положена на новое либретто Чезаре Стербини. Ввиду нехватки времени Россини использовал материалы других своих музыкальных сочинений, закончив работу очень быстро: сочинение музыки и инструментовка, по разным источникам, заняли от 13 до 20 дней. Премьера оперы состоялась в Риме, на сцене театра Арджентина 20 февраля 1816 года в оформлении художника Тозелли. Представление провалилось, будучи сорвано клакёрами или почитателями Паизиелло. Следующие исполнения оперы на той же неделе прошли гораздо успешнее.

## Действующие лица
| партия                                   | голос                                                    | исполнитель на премьере 20 февраля 1816 дирижёр: Джоакино Россини |
| ---------------------------------------- | -------------------------------------------------------- | ----------------------------------------------------------------- |
| граф Альмавива                           | тенор                                                    | Мануэль Гарсиа                                                    |
| Фигаро, цирюльник                        | во времена Россини бас; по новой классификации — баритон | Луиджи Дзамбони                                                   |
| Бартоло, доктор медицины, опекун Розины  | бас-буффо                                                | Бартоломео Боттичелли                                             |
| Розина, его воспитанница                 | колоратурное меццо-сопрано/колоратурное сопрано          | Джельтруда Ригетти-Джорджи                                        |
| Базилио, её учитель музыки               | бас                                                      | Дзенобио Витарелли                                                |
| Берта, домоправительница доктора Бартоло | меццо-сопрано или сопрано                                | Элизабетта Луасле                                                 |
| Фиорелло, слуга графа Альмавивы          | баритон; в итальянских изданиях иногда тенор             | Паоло Бьяджелли                                                   |
| офицер                                   | баритон                                                  |                                                                   |
| Амброджио, слуга дона Бартоло            | бас                                                      |                                                                   |
| Алькад / нотариус                        | без пения                                                |                                                                   |
| музыканты, солдаты                       | мужской хор                                              |                                                                   |

## Состав исполнителей
Деревянные духовые: 2 флейты (обе дублируют пикколо), 1 гобой, 2 кларнета, 2 фагота
Медные духовые: 2 валторны, 2 трубы, 1 тромбон (по желанию)
Ударные: литавры, большой барабан, тарелки, ветряная машина
Струнные: струнные смычковые, гитара, клавесин

## Увертюра
Увертюра к опере была написана за несколько лет до неё самой, впервые была использована Россини в его опере «Аврелиан в Пальмире», а затем переработана для другой — «Елизавета, королева Английская»; на этот раз композитор снова внёс туда некоторые изменения. Представляет собой типичную для Россини сонатную форму без разработки с медленным вступлением.

## Сюжет
Действие оперы разворачивается в XVIII веке в Севилье.

### Действие 1

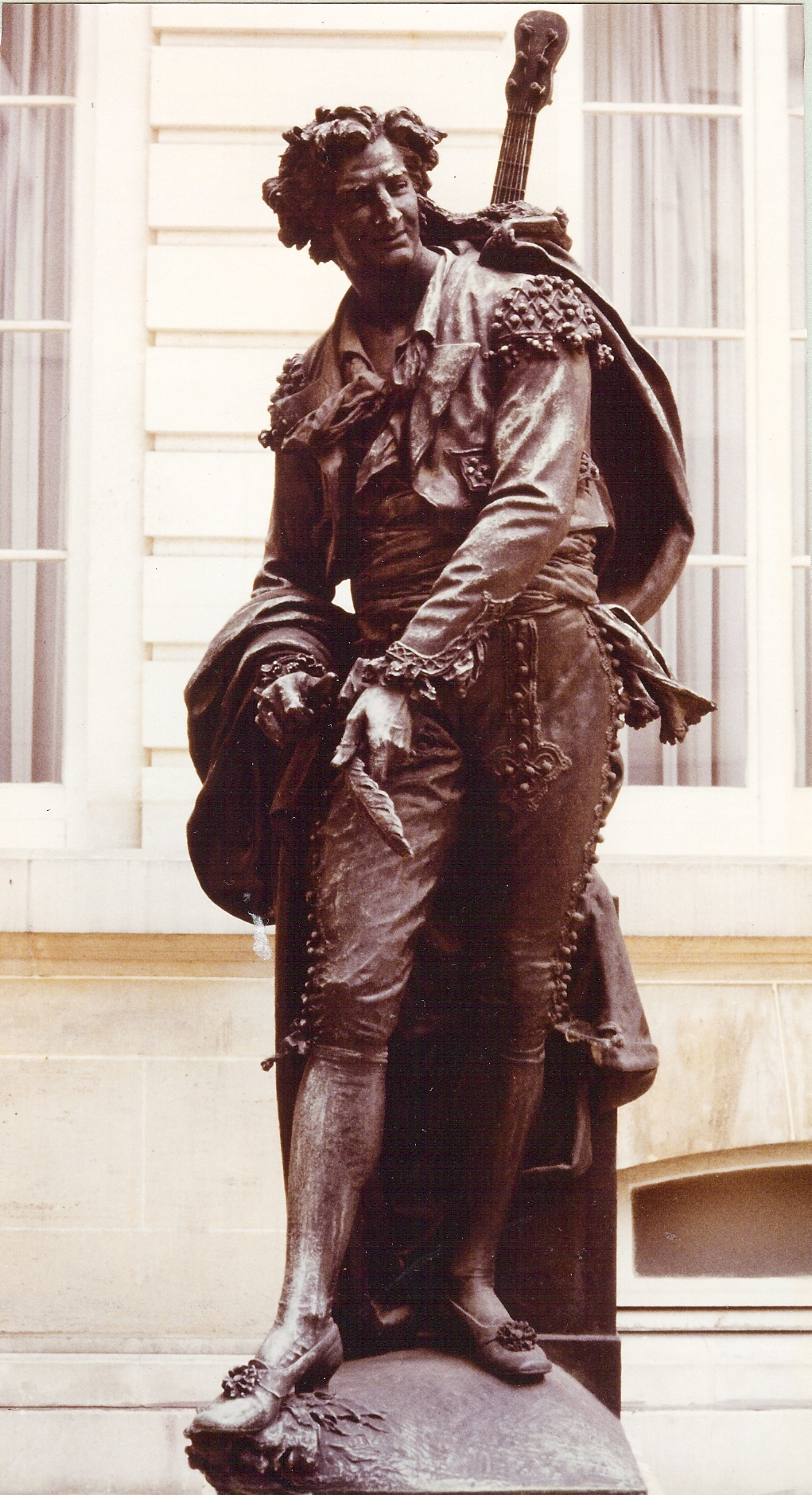
Фигаро. Скульптура Жана Ами

Картина первая. На улице Севильи граф Альмавива поёт под окном своей возлюбленной, Розины, исполняя каватину «Скоро восток золотою ярко заблещет зарёю» (итал. «Ессо ridente in cielo»). Ему аккомпанируют музыканты, но их усилия напрасны, поскольку опекун Розины, доктор Бартоло, не позволяет той выйти на балкон. Альмавива и Фиорелло, слуга графа, отсылают своих помощников. Затем за сценой слышится баритон Фигаро, цирюльника, поющего о себе самом. Его бахвальство — это знаменитейшая, хрестоматийная каватина под названием «Место! Раздайся шире, народ!» (итал. «Largo al factotum»). Граф и Фигаро договариваются о сотрудничестве, в результате которого цирюльник обзаведётся деньгами, а Альмавива женится на Розине. Из дома выходит доктор Бартоло, и из его подслушанной речи становится ясно, что он и сам собирается жениться на своей воспитаннице с целью завладеть её приданым.
Граф возобновляет своё пение, и на этот раз Розина показывается на балконе. Альмавива скрывает свою личность под именем Линдор — девушка явно благосклонна к нему, но вскоре вынуждена удалиться. Фигаро излагает план: графу нужно надеть солдатское обмундирование и заявиться в желанный дом в качестве квартиранта. Альмавива согласен на авантюру, и действие заканчивается дуэтом заговорщиков.

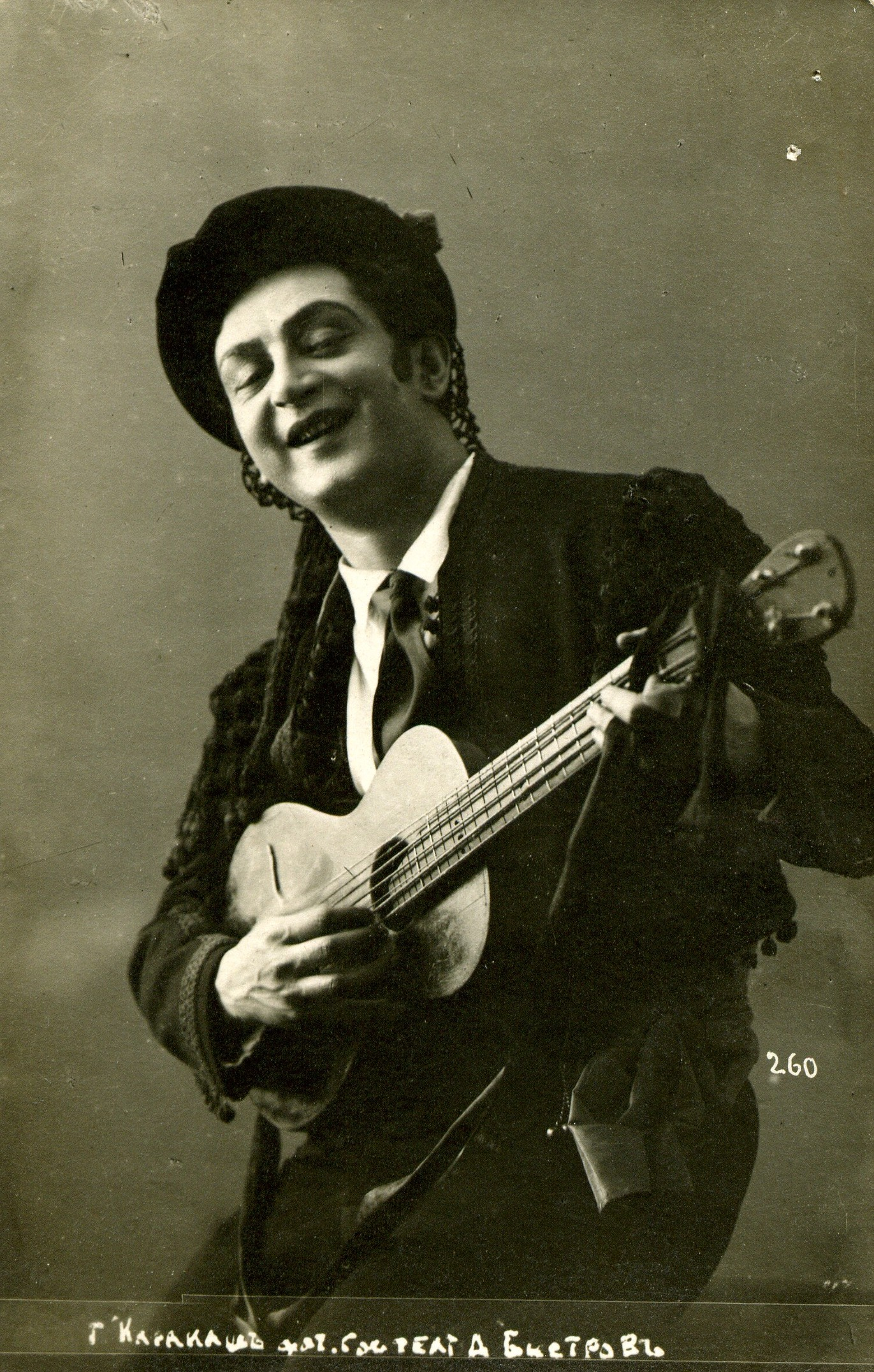
М. Каракаш в роли Фигаро (1913)

Картина вторая. Действие картины происходит в доме доктора Бартоло, где присутствуют Розина, Бартоло и Фигаро. Девушка исполняет арию «В полуночной тишине» (итал. «Una voce poco fa»), из которой зрителю становится ясна её любовь к таинственному певцу (в современных постановках эта партия отводится колоратурному сопрано, но Россини предназначал её для довольно редко встречающегося колоратурного меццо-сопрано). Затем на сцене появляется учитель музыки дон Базилио, приятель доктора. Он рассказывает Бартоло о графе Альмавива и его влечении к Розине. Эти обстоятельства стали известны благодаря слухам и сплетням, которым посвящена следующая ария — «Клевета» (итал. «La calunnia»). Тем временем Фигаро рассказывает Розине историю о бедном юноше, влюблённом в неё, а та передаёт цирюльнику письмо. Бартоло видит это, и, взбешённый, не дав обмануть себя скороспелыми выдумками, говорит Розине о том, что отныне та должна находиться взаперти в своей комнате, исполняя третью арию в этой картине — «Я недаром доктор зоркий» (итал. «A un dottor della mia sorte»).
В дом в форме кавалериста входит Альмавива, действуя согласно плану. Доктор даёт мнимому квартиранту словесный отпор: поднимается шумиха, в которую оказываются вовлечены и Базилио, и Фигаро, и служанка Берта. Граф тайно даёт понять Розине, что Линдор — это он. Шум привлекает стражу, но Альмавива избегает ареста, по секрету раскрыв свою личность перед офицером. Первое действие заканчивается девятиголосным номером.

### Действие 2

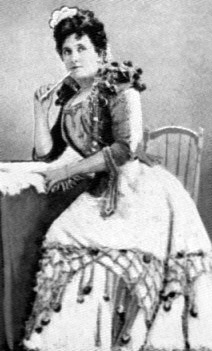
Нелли Мельба в роли Розины

Картина первая. Граф вторично появляется в доме доктора, теперь изображая учителя музыки, заменяющего якобы больного Базилио. Во время урока Розина исполняет арию под названием «Тщетная предосторожность» (итал. «L’Inutile precauzione»), название этого номера изначально являлось также подзаголовком оперы (долгие годы бытовала традиция исполнения вставной арии: так, Полина Виардо в 1843 году исполняла в этом месте романсы Глинки, а в более поздние годы — романс «Соловей»). Бартоло же, осуждая современные музыкальные тенденции, в ответ исполняет более старомодную ариетту «Когда сидишь со мною». Приходит Фигаро с бритвенными принадлежностями, настаивая на бритье доктора. Пока Бартоло ослеплён мыльной пеной, Альмавива и Розина готовятся к вечернему побегу. Внезапно появляется Базилио, находящийся в добром здравии. Пытаясь убедить доктора, что тот всё же болен, присутствующие исполняют квинтет «Доброй ночи» («Buona notte»), который завершается тем, что граф тайно вручает Базилио кошелёк и выпроваживает его. Доктор сыт по горло этой неразберихой и прогоняет всех посетителей. Картина завершается арией Берты («Старичок решил жениться») в которой звучит насмешка над великовозрастными браками и в то же время она признаётся в своей любви к Бартоло.
Картина вторая. Оркестр изображает бурю, разыгрывающуюся за окном — этот номер взят Россини из своей оперы «Пробный камень» (итал. «La pietra del paragone»). Через балкон в комнату Розине проникают Фигаро и Альмавива. Они раскрывают девушке личность её таинственного возлюбленного, а последующая подготовка к побегу сопровождается терцетом «Тише, тише» (итал. «Zitti, zitti»). Однако доктор заранее убрал лестницу, ведущую в комнату, а сам в настоящий момент занят приготовлениями к свадьбе. Появляются Базилио и нотариус, призванный зарегистрировать брак. С помощью угроз и подкупа нотариус проводит церемонию обручения графа и Розины. Появившемуся с отрядом солдат доктору Бартоло ничего не остаётся, кроме как удовольствоваться приданым своей подопечной, в котором новобрачные не нуждаются.

## История постановок

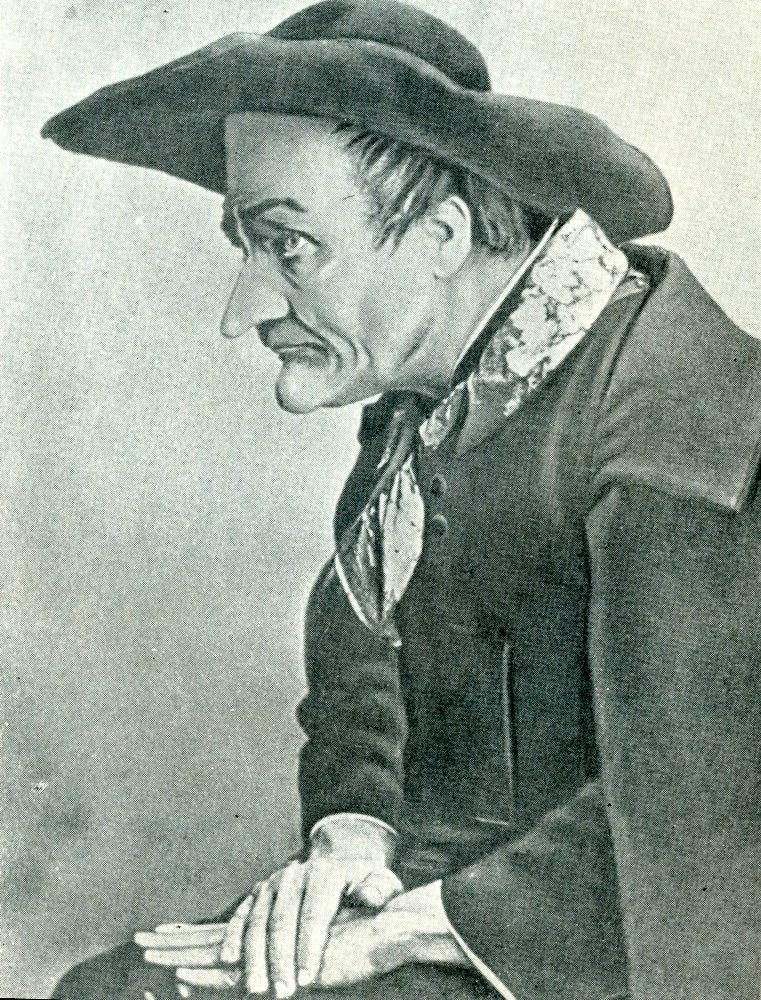
Шаляпин в роли Дона Базилио (Большой театр, 1912)

Первая постановка — 20 февраля 1816, театр «Арджентина», Рим (граф Альмавива — Мануэль Гарсиа (oтец Марии Малибран и Полины Виардо); Розина — Джорджи-Ригетти, Фигаро — Замбони, Дон Базилио — Витарелли, Бартоло — Боттичелли, оформление Анжело Тозелли).
Премьера оперы в США состоялась в Нью-Йорке 29 ноября 1825 года. Первая постановка в Российской империи состоялась в 1821 году в Одессе (итальянская оперная антреприза), представление шло на итальянском языке.  Пушкин, находясь в ссылке, в 1823—1824 гг. посещал в Одессе оперный театр, и позже, в «Евгении Онегине» появились строки:

Но уж темнеет вечер синий,

Пора нам в оперу скорей:

Там упоительный Россини,

Европы баловень — Орфей.

Впервые на русском языке (в переводе Рафаила Зотова) опера была поставлена 27 ноября 1822 года в Петербурге с участием Григория Климовского (Альмавива), Ивана Гуляева (Бартоло), Василия Шемаева (Фигаро), Нимфодоры Семёновой (Розина) и Алексея Ефремова (дон Базилио).
После перерыва опера была возобновлена на петербургской сцене в 1831 году. Осип Петров — Фигаро, Николай Дюр — Бартоло, Алексей Ефремов — Базилио, Софья Биркина — Розина. В последующих спектаклях роли исполняли: Лев Леонов — Альмавива, Е. Лебедева, Мария Степанова — Розина.
Кроме того, опера постоянно входила в репертуар итальянской оперной труппы в Петербурге. В частности, в 1843 году в партии Розины выступала Полина Виардо. В дальнейшем «Севильский цирюльник» регулярно ставился оперными театрами Москвы и Петербурга.
Впервые клавир с русским текстом был издан в Москве П. Юргенсоном в 1897 году. В дальнейшем клавир несколько раз выходил в московском издательстве «Музгиз» («Музыка»): в 1932, 1956 и 1982 годах.

#### Постановки в Мариинском театре
13 октября 1882 года состоялась премьера «Цирюльника» в Мариинском театре, дирижёр Эдуард Направник. Партии исполняли: граф Альмавива — Пётр Лодий, Розина — Мария Славина, Фигаро — Ипполит Прянишников, Бартоло — Фёдор Стравинский, Дон Базилио — Михаил Корякин.
6 марта 1918 года в уже бывшем Мариинском театре в Петрограде публике представлена новая версия спектакля (дирижёр Похитонов, режиссёр Тартаков, художник Константин Коровин) В спектакле были заняты: граф Альмавива — Ростовский, Розина — Волевач, Фигаро — Каракаш, Дон Базилио — Серебряков, Бартоло — Лосев, Фиорелло — Денисов, Берта — Степанова.
Новые постановки создавались в этом театре также в 1940 (дирижёр Сергей Ельцин, режиссёр Эммануил Каплан, художник Николай Акимов) и 1958 годах.

#### Постановки в Большом театре

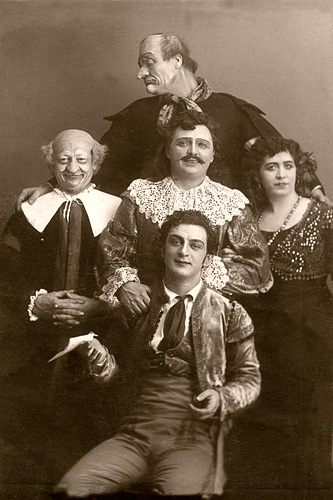
Исполнители главных партий в день премьеры в Большом театре (1913)

15 ноября 1913 года в Большом театре состоялась премьера оперы в постановке Фёдора Шаляпина, который также исполнил партию Базилио (в других ролях Андрей Лабинский — граф Альмавива, Антонина Нежданова — Розина). Дирижёром выступил Эмиль Купер.
В советское время опера ставилась в Большом театре неоднократно. В 1935 году — новую постановку создали дирижёр Лев Штейнберг, режиссёр Леонид Баратов, художник Макаров. Граф Альмавива — Сергей Лемешев, Розина — Валерия Барсова, Фигаро — Александр Головин, Дон Базилио — Александр Пирогов.
Во время Великой Отечественной войны в спектакль вносились некоторые изменения «на злобу дня». По воспоминаниям тенора Анатолия Орфёнова:

В «Севильском цирюльнике», который шёл довольно часто и с моим участием, когда раздавался стук пришедших в дом Бартоло солдат, Базилио спрашивал: «Тревога?», на что Бартоло после второго стука отвечал: «Нет, это отбой» (то есть отмена воздушной тревоги). Воины в зрительном зале восторженными аплодисментами встречали этот элемент разрядки, какого-то необходимого им временного веселья, после чего вновь возвращались на фронт— А. И. Орфёнов. Записки русского тенора
Во время эвакуации Большого театра в Куйбышеве «Севильский цирюльник» был одной из первых опер, которые были восстановлены театром. Постановка «Цирюльника», наряду с «Аидой» и другими иностранными операми, «в ущерб отечественным произведениям», дали повод для критики руководства и кадровых перестановок в Большом театре.
Тем не менее, уже в 1944 году на сцене Большого театра опера ставится в очередной раз (дирижёр Небольсин, режиссёр Захаров, художник Макаров). Ещё одна постановка появляется в 1953 году. В этот период в «Севильском цирюльнике» задействованы: Альмавива — Иван Козловский, Бартоло — Владимир Малышев, Розина — Вера Фирсова, Фигаро — Иван Бурлак, Дон Базилио — Марк Рейзен. В 1952 году с этим составом и оркестром Всесоюзного радио дирижёр Самуил Самосуд делает запись, которая доступна для слушателей и сейчас.

#### Постановки в других театрах России и СССР
С середины 1880-х годов «Севильский цирюльник» становится одной из наиболее исполняемых партитур в России, спектаклями дирижируют практически все крупнейшие дирижёры - Вацлав Сук, Борис Хайкин, С. А. Самосуд, А. Ш. Мелик — Пашаев, Е. Ф. Светланов, С. В. Турчак; участвуют певцы: Ф. И. Шаляпин, И. С. Томарс,Оскар Камионский, Александр Антоновский, Бартоло — О. Р. Фюрер, Д. Гнатюк, Ю. Мазурок, Николай Кондратюк, Е. Нестеренко, А. Соловьяненко, С. Лемешев, Е. Мирошниченко, Д. Смирнов,В. Курин.
Среди постановщиков спектаклей: художник Александр Головин (Ленинград, 1924 г.), режиссёр Константин Станиславский  (Москва, 1933 г.).

## Музыкальные номера
| Увертюра                                                        | Sinfonia                                                               |
| Действие первое Atto primo                                      |                                                                        |
| Картина первая Parte prima                                      |                                                                        |
| 1. Вступление («Тихо, без говора…»)                             | 1. Introduzione («Piano, pianissimo…»)                                 |
| Каватина Альмавивы («Скоро восток…»)                            | Cavatina d’Almaviva («Ecco ridente in cielo…»)                         |
| Продолжение и финал вступления («Эй, Фиорелло?..»)              | Seguito e Stretta dell’Introduzione («Ehi, Fiorello?..»)               |
| Речитатив («Вот негодяи!..»)                                    | Recitativo («Gente indiscreta!..»)                                     |
| 2. Каватина Фигаро («Место! Раздайся шире, народ!..»)           | 2. Cavatina di Figaro («Largo al factotum della città…»)               |
| Речитатив («Ах, да! Не жизнь, а чудо!..»)                       | Recitativo («Ah, ah! che bella vita!..»)                               |
| Речитатив («Сегодня в брак вступить с Розиной хочет…»)          | Recitativo («Dentr’oggi le sue nozze con Rosina!..»)                   |
| 3. Канцона Альмавивы («Если ты хочешь знать, друг прелестный…») | 3. Canzone d’Almaviva («Se il mio nome saper voi bramate…»)            |
| Речитатив («О, небо!..»)                                        | Recitativo («Oh cielo!..»)                                             |
| 4. Дуэт Фигаро и Альмавивы («Мысль одна — добыть металла…»)     | 4. Duetto di Figaro e d’Almaviva («All’idea di quel metallo…»)         |
| Речитатив («Да здравствует мой барин!..»)                       | Recitativo («Evviva il mio padrone!..»)                                |
| Картина вторая Parte seconda                                    |                                                                        |
| 5. Каватина Розины («В полуночной тишине…»)                     | 5. Cavatina di Rosina («Una voce poco fa…»)                            |
| Речитатив («Да, да, не уступлю!..»)                             | Recitativo («Sì, sì, la vincerò!..»)                                   |
| Речитатив («Ах! Постой, цирюльник подлый…»)                     | Recitativo («Ah! Barbiere d’inferno…»)                                 |
| 6. Ария Базилио («Клевета вначале сладко…»)                     | 6. Aria di Basilio («La calunnia è un venticello…»)                    |
| Речитатив («Ну, что вы скажете?..»)                             | Recitativo («Ah! che ne dite?..»)                                      |
| Речитатив («Отлично, сударь мой!..»)                            | Recitativo («Ma bravi! ma benone!..»)                                  |
| 7. Дуэт Розины и Фигаро («Это я? Ах, вот прелестно!..»)         | 7. Duetto di Rosina e di Figaro («Dunque io son… tu non m’inganni?..») |
| Речитатив («Могу теперь вздохнуть я…»)                          | Recitativo («Ora mi sento meglio…»)                                    |
| 8. Ария Бартоло («Я недаром доктор зоркий…»)                    | 8. Aria di Bartolo («A e un dottor della mia sorte…»)                  |
| Речитатив («Злись, бранись ты сколько хочешь…»)                 | Recitativo («Brontola quanto vuoi…»)                                   |
| 9. Финал первый («Эй, квартиру для постоя…»)                    | 9. Finale primo («Ehi di casa… buona gente…»)                          |
| Действие второе Atto secondo                                    |                                                                        |
| Картина первая Parte prima                                      |                                                                        |
| Речитатив («Вот случай неприятный!..»)                          | Recitativo («Ma vedi il mio destino!..»)                               |
| 10. Дуэт Альмавивы и Бартоло («Будь над вами мир и радость!..») | 10. Duetto d’Almaviva e di Bartolo («Pace e gioia sia con voi…»)       |
| Речитатив («Скажите мне, синьор мой…»)                          | Recitativo («Insomma, mio signore…»)                                   |
| Речитатив («Войдите, синьорина…»)                               | Recitativo («Venite, Signorina…»)                                      |
| 11. Ария Розины («Если сердце полюбило…»)                       | 11. Aria di Rosina («Contro un cor che accende amore…»)                |
| Речитатив («Чудный голос!..»)                                   | Recitativo («Bella voce!..»)                                           |
| 12. Ариетта Бартоло («Когда сидишь порою…»)                     | 12. Arietta di Bartolo («Quando mi sei vicina…»)                       |
| Речитатив («А, господин цирюльник…»)                            | Recitativo («Bravo, signor barbiere…»)                                 |
| 13. Квинтет («Дон Базилио! Что я вижу!..»)                      | 13. Quintetto («Don Basilio! Cosa veggo!..»)                           |
| Речитатив («Ах, вот беда стряслась!..»)                         | Recitativo («Ah! disgraziato me!..»)                                   |
| Речитатив («И мне старик не верит!..»)                          | Recitativo («Che vecchio sospettoso!..»)                               |
| 14. Ария Берты («Старичок решил жениться…»)                     | 14. Aria di Berta («II vecchiotto cerca moglie…»)                      |
| Картина вторая Parte seconda                                    |                                                                        |
| Речитатив («Так значит, с этим доном Алонзо…»)                  | Recitativo («Dunque voi, Don Alonso…»)                                 |
| 15. Буря                                                        | 15. Temporale                                                          |
| Речитатив («Ну, влезли наконец…»)                               | Recitativo («Alfine eccoci qua!..»)                                    |
| 16. Терцет Розины, Альмавивы и Фигаро («Ах! Я рада…»)           | 16. Terzetto di Rosina, d’Almaviva e di Figaro («Ah! qual colpo…»)     |
| Речитатив («Ах, вот ещё несчастье!..»)                          | Recitativo («Ah, disgraziati noi…»)                                    |
| 17. Речитатив и ария Альмавивы («Зачем пред вами мне таить…»)   | 17. Recitativo ed Aria d’Almaviva («Cessa di più resistere…»)          |
| Речитатив («Выходит — я же одурачен…»)                          | Recitativo («Insomma, io ho tutti i torti!..»)                         |
| 18. Финал второй («Заботы и волненья…»)                         | 18. Finale secondo («Di sì felice innesto…»)                           |

## Пародии
Среди иронических переделок «Севильского цирюльника» — опера Петера Корнелиуса «Багдадский цирюльник» (1858) и американский мультфильм «Севильский кролик» (1950).